# Instrukcja opuszczenia
Instrukcja opuszczenia (instrukcja zaniechania, instrukcja wyjścia z bloku) – instrukcja w danym języku programowania powodująca wyjście z określonej instrukcji strukturalnej.

## Działanie
W programowaniu strukturalnym tworząc określony algorytm programista korzysta z dostępnych w języku programowania instrukcji strukturalnych i sterujących. Są to między innymi:
- instrukcja blokowa,
- instrukcja warunkowa,
- instrukcja wyboru,
- instrukcja pętli.

Czasem zachodzi potrzeba opuszczenia bloku wykonywanych instrukcji zawartych w jednej z ww. instrukcji strukturalnych. Można tego dokonać:
- instrukcją skoku,
- instrukcją opuszczenia.

W związku z szeroką krytyką stosowania instrukcji skoku, wprowadzono specjale instrukcje pozwalające na opuszczenie określonych bloków programów.
Działanie instrukcji opuszczenia ilustruje poniższy przykład i jego analogiczny odpowiednik z użyciem instrukcji skoku. Należy jednak pamiętać, że w konkretnych realizacjach określonego języka programowania działanie kodów źródłowych z instrukcją opuszczenia lub skoku mogą się różnić.
| instrukcja opuszczenia                           | instrukcja skoku                                                     |
| ------------------------------------------------ | -------------------------------------------------------------------- |
| while (warunek) { ... if (warunek2) break; ... } | while (warunek) { ... if (warunek2) goto lab_end; ... } lab_end: ... |

W niektórych językach programowania wariantowo dodano pewne opcje dodatkowe rozszerzające możliwości tej instrukcji:
- dodanie możliwości opuszczenia określonej instrukcji strukturalnej w całej zagnieżdżonej hierarchii,
- dodanie możliwości określenia warunku opuszczenia bez konieczności stosowania instrukcji warunkowej,
- dodanie możliwości przekazania wartości celem obsługi błędów lub sytuacji wyjątkowych.

## Przykłady

### Ada
```
 
exit
 [
when
 
warunek
]
```

### ALGOL
```
 
exit
```

przedmiotowa instrukcja dotyczy instrukcji blokowej begin…end, jeżeli jest ona instrukcją podlegającą przetwarzaniu w ramach instrukcji pętli to nastąpi opuszczenie pętli, ale można ją też stosować poza pętlą w instrukcji blokowej.

### C,C++,C++/CLI,C#,Java
```
 
break;
```

przedmiotowa instrukcja dotyczy instrukcji pętli while(warunek), do … while (warunek), for(…) oraz instrukcji switch(…)

### Clipper
```
 
EXIT
```

dotyczy pętli FOR i DO WHILE,
```
 
BREAK
 [
wartość
]
```

dotyczy instrukcji blokowej BEGIN SEQUENCE … END SEQUENCE

### Forth
```
  
LEAVE
```

### Icon,Python
```
 
break
```

### Makroasembleri program SALUT
```
 
$LEAVE
 
warunek
```

### PL/1
```
 
LEAVE
 [
etykieta
];
```

jest to rozszerzenie w stosunku do instrukcji w większości języków programowania, w których instrukcja opuszczenia pozwala na wyjście tylko z bieżącej pętli, jeżeli pętla bieżąca była zagnieżdżona w innej pętli to zewnętrzna pętla będzie wykonywana dalej, w PL/1 można wskazać w całej strukturze zagnieżdżonych pętli z której konkretnie instrukcji ma nastąpić opuszczenie, w braku etykiety zostanie opuszczona bieżąca instrukcja.

### Prolog
```
 ! – odcięcie
 fail – zawodzenie
```

### Turbo Pascal, Borland Pascal,Object Pascal
```
 
break
;
```

w standardowym języku Pascal nie istniała instrukcja opuszczenia, w implemenatacji Turbo/Borland Pascal wprowadzono standardową procedurę modułu System (dostępnego w każdym programie), umożliwiającą opuszczenie instrukcji pętli while warunek do instrukcja; repeat instrukcje until warunek; for … do instrukcja

### Visual Basic
```
 
Exit For

 
Exit Do
```